# インスパイアード
株式会社インスパイアード（英語: INSPIRED Inc.）は、アニメーションを主体とした映像作品の美術制作を主な事業内容とする日本の企業。2009年（平成21年）12月1日設立。

## 概要
増山修がスタジオジブリから有限会社ディレクションズに移籍後に独立し設立した。アニメーションやゲームなどの映像作品の美術制作や、イラストレーションの制作を行っている。

## 沿革
- 2009年（平成21年）
  - 4月 - 増山が株式会社スタジオジブリ退社後、有限会社ディレクションズに移籍。
  - 7月 - プロダクションIGにて押井守監督作品『Je t'aime』制作の為にスタッフ編成。
  - 12月 - 有限会社ディレクションズより独立し、法人登記。株式会社インスパイアード設立。
- 2016年（平成28年）12月 - 本社を東京都武蔵野市からあきる野市に移転。背景美術オフィスを東京都杉並区に移転。
- 2018年（平成30年）10月 - 杉並区のオフィスを東京都中野区に移転。
- 2020年（令和2年）9月 - あきる野市と中野区のオフィスを東京都立川市へ集約移転。

## 参加作品

### 美術監督作品
- ベイビーステップ
- ジョバンニの島
- 魔法少女まどかマギカ
- 松本零士「オズマ」
- 問題児たちが異世界から来るそうですよ?
- メガネブ!
- Je t’aime（イタリア語版）
- 人生ベストテン
- テイルズ オブ ファンタジア なりきりダンジョンX
- ピンキーマカロン
- ギルティクラウン ロストクリスマス
- なぜ生きる
- NARUTO -ナルト- 疾風伝（オープニング）
- メイドインアビス
- 盾の勇者の成り上がり
- 怪物事変
- 劇場版総集編メイドインアビス【前編】旅立ちの夜明け
- 劇場版総集編メイドインアビス【後編】放浪する黄昏
- メイドインアビス 深き魂の黎明
- ブッチギレ!
- ホロライブ・オルタナティブ[1]
- わたしの幸せな結婚
- シャングリラ・フロンティア〜クソゲーハンター、神ゲーに挑まんとす〜
- アンデットガール・マーダーファルス
- ライザのアトリエ
- ダンジョン飯
- フリークエンジェルズ
- ゴッド・オブ・ハイスクール
- ヤマトよ永遠に REBEL3199
- ユアフォルマ

### 美術設定作品
- 東のエデン TV版および劇場版Ⅰ・Ⅱ

### 監督作品
- ゼクトバッハ コンセプトアルバム L' erisia

### 背景参加作品
- コクリコ坂から
- グスコーブドリの伝記
- 星を追う子ども
- 言の葉の庭
- あの日見た花の名前を僕達はまだ知らない。 TV版・劇場版
- 宇宙ショーへようこそ
- とある飛行士への追憶
- 劇場版 機動戦士ガンダム00 -A wakening of the Trailblazer-
- 鋼の錬金術師 嘆きの丘の聖なる星
- けいおん! 劇場版
- 劇場版 NARUTO -ナルト- ブラッド・プリズン
- ROAD TO NINJA -NARUTO THE MOVIE-
- 劇場版 とある魔術の禁書目録 -エンデュミオンの奇蹟-
- 昆虫物語 みつばちハッチ〜勇気のメロディ〜
- 映画 ハートキャッチプリキュア! 花の都でファッションショー…ですか!?
- ねらわれた学園
- それいけ!アンパンマン よみがえれ バナナ島
- ノラガミ
- 銀の匙 Silver Spoon
- CHAOS;CHILD
- 異国迷路のクロワーゼ
- ルパン三世 the Last Job
- ジュノー
- ソードアート・オンライン
- 人類は衰退しました
- 貧乏神が!
- 戦姫絶唱シンフォギア
- ローリングガールズ
- ログ・ホライズン
- 君の名は。
- NORN9 ノルン+ノネット
- 映画 ハイ☆スピード!-Free! Starting Days-
- 映画 聲の形
- 3月のライオン
- フリップフラッパーズ
- LUPUN the Third OVA
- 劇場版 銀魂 完結篇 万事屋よ永遠なれ
- チベット犬物語 〜金色のドージェ〜
- ヘイロー・レジェンス
- 少女☆歌劇 レヴュースタァライト
- ポチっと発明 ピカちんキット
- ガーリー・エアフォース
- 電光超人グリッドマン
- となりの吸血鬼さん
- はたらく細胞
- 天気の子
- ホロライブ・オルタナティブ[1]

## 映像作品
- 神楽鈴の鳴るとき
- みえない、わざわい

## 関連人物
- 増山修